# Vacuometro

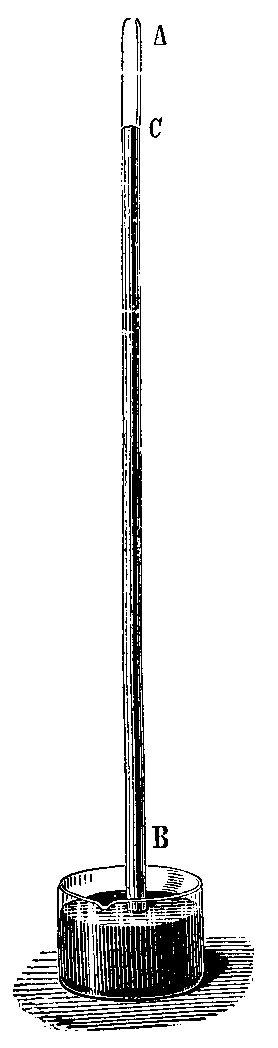
Fig. 4 : Barometro di Torricelli

Il Vacuometro, o vuotometro, (misuratore del vuoto) è uno strumento di misura della pressione dei fluidi. La corretta accezione del lemma si riferisce a strumenti dedicati alla misura di pressioni minori dell'atmosferica; per valori maggiori all'atmosferica il termine corretto è manometro.

## Descrizione
I manometri  misurano la differenza di pressione rispetto alla pressione atmosferica nel punto di misura, ossia una pressione relativa. Questi strumenti possono essere quindi usati come vacuometri (anche detti vuotometri, termine assai improprio ma di uso comune), possono cioè indicare una pressione negativa (più precisamente, una differenza di pressione negativa rispetto alla pressione atmosferica), tuttavia in alcuni casi è necessario misurare la pressione assoluta, molto usata nelle applicazioni tecniche e in fisica. Per le nostre limitazioni ambientali, non si può assumere come origine pratica di una misura il vuoto assoluto (dovuto all'atmosfera); si ovvia a questo limite creando artificialmente le condizioni di vuoto assoluto.

## Storia
La prima applicazione di questo principio si deve ad Evangelista Torricelli, che misurò la pressione atmosferica facendo in modo di creare una camera a vuoto (la zona A-C della figura a fianco), in realtà nella camera non si creava il vuoto assoluto, ma solo un vuoto molto spinto, poiché il mercurio contenuto nel tubo, avendo una (bassissima) tensione di vapore, vaporizzava leggermente - l'errore era comunque del tutto trascurabile.

## Attualità
Oggi lo strumento più usato per misurare con precisione la pressione assoluta è la cella Barton, evoluzione del barometro aneroide.

La cella Barton è nata come misuratore di pressione differenziale; assumendo come riferimento il vuoto assoluto (come nell'esperimento di Torricelli) diviene un misuratore di pressione assoluta.

## Classificazione
I vacuometri si dividono in tre gruppi:
- Per basso vuoto
- Per alto vuoto
- Per ultra vuoto

Combinando questi gruppi in unica scala graduata si possono misurare pressioni dai 10 mBar fino a 10e-11 mBar. I manometri per liquidi sono costruttivamente diversi da quelli per gas.

## Usi
Questo strumento viene usato in moltissimi ambiti, dalla medicina/farmacologia alle lavorazioni industriali, e anche come strumento di controllo.
Un uso in meccanica è nella motorizzazione, dove questo strumento viene usato per sincronizzare i carburatori o i corpi farfallati, difatti una loro non sincronizzazione porta ad avere valori di vuoto diversi alle varie aperture, soprattutto con il comando gas rilasciato.
Per poter usare il vacuometro in modo corretto per quest'applicazione, deve essere collegato con un tubo tra il carburatore o corpo farfallato e il motore e tra il tubo e il vacuometro una valvola a sfera semiaperta, in modo da smorzare le oscillazioni della lancetta, la quale altrimenti oscillerebbero di continuo e non permetterebbero una corretta misurazione (ovviamente per una corretta sincronizzazione si deve avere lo stesso valore per ogni cilindro).